# Viktor Lorenc
Viktor Lorenc, Viktor Lorenz (ur. 23 sierpnia 1843 w Kromierzyżu na Morawach, zm. 19 sierpnia 1915 w Lewoczy na Spiszu) – czeski inżynier mechanik, zawodowo związany ze Spiszem i Budapesztem, a jednocześnie pierwszy czeski taternik, autor szeregu pierwszych wejść w Tatrach, znany zwłaszcza jako pierwszy zdobywca wielu znaczących przełęczy tatrzańskich.

## Życiorys
Od młodości pociągała go turystyka. Już w wieku 15 lat, jako uczeń, przeszedł pieszo z kolegą szkolnym trasę przez Orawę i Liptów na szczyt Krywania. Podczas studiów chodził po Alpach. W latach 1875–1877, już jako członek Węgierskiego Towarzystwa Karpackiego, przedsięwziął w Tatrach cztery poważne wyprawy zimowe, które następnie opisał na łamach rocznika MKE oraz lokalnego tygodnika "Zipser Bote".
W latach 1870-1889 pracował jako inżynier w hucie żelaza w Krompachach, a potem, do roku 1909 jako radca techniczny w Budapeszcie. Na emeryturze osiadł z powrotem w Krompachach. Urzeczony urokliwym położeniem miasteczka postanowił urządzić w jego okolicy, na nasłonecznionych stokach doliny, uzdrowisko klimatyczne. Swoje dzieło prowadził stopniowo od 1898 r., jednak bez sukcesu i ostatecznie w 1912 r. jego wierzyciele sprzedali niedokończone uzdrowisko.
Pierwszą żoną Lorenca była Želmíra Mária, córka znanego słowackiego działacza narodowego Jozefa M. Hurbana, zmarła przedwcześnie w wieku 26 lat, po 7 latach małżeństwa. Sam Lorenc wycofał się z życia publicznego po bankructwie planowanego uzdrowiska. Zmarł na udar mózgu w dzień po otrzymaniu wiadomości o śmierci (na tyfus) syna Vladimíra, konstruktora lotniczego w Paryżu.